# Zjeleznitsa (distrikt i Bulgarien, Oblast Sofija grad)
Zjeleznitsa (bulgariska: Железница) är ett distrikt i Bulgarien.   Det ligger i kommunen Stolitjna Obsjtina och regionen Sofija-grad, i den västra delen av landet, 19 km söder om huvudstaden Sofia.
I omgivningarna runt Zjeleznitsa växer i huvudsak blandskog. Runt Zjeleznitsa är det ganska tätbefolkat, med 160 invånare per kvadratkilometer.